# Лизьё
Лизьё (фр. Lisieux) — коммуна на северо-западе Франции, находится в регионе Нормандия, департамент Кальвадос. Центр одноименного округа и кантона. Расположена в 49 км к востоку от Кана и в 93 км к юго-западу от Руана, в 17 км от автомагистрали А13 и в 21 км от автомагистрали А28. На юго-востоке коммуны находится железнодорожная станция Лизьё линии Мант-ла-Жоли–Шербур. Лизьё является главным городом исторической области земли Ож, которая примечательна своими долинами и сельхозугодьями. 
Население (2018) — 20 171 человек.

## История
В античные времена Лизьё был столицей галльского племени лексовиев (lexovii) и носил название Noviomagus Lexoviorum, что можно перевести как «Новый торг лексовиев». О нём упоминал Цезарь в своих Записках о Галльской войне. Город располагался в 3 км к юго-западу от нынешнего Лизьё на территории в 200 гектаров, обнесённой стеной. После падения Римской империи Лизьё получил статус резиденции епископа. В период викингов город был полностью опустошен, жители вернулись в него только спустя несколько лет.
В Средние века Лизьё неоднократно был ареной военных действий; в период Гражданских войн король Генрих IV придавал большое значение взятию города, но Лизьё сдался ему без сопротивления.
Новый интерес к Лизьё возник уже в начале XX века в связи с развитием культа Терезы из Лизьё, местной монахини, в честь которой в городе была воздвигнута базилика, ставшая новым символом Лизьё и вторым (после Лурда) по посещаемости местом католического паломничества во Франции.

## Достопримечательности
- Базилика Святой Терезы из Лизьё 1929—1954 годов в неовизантийском стиле
- Готический кафедральный собор Святого Петра XII—XIII веков
- Особняк О-Дуаен (Haut-Doyen) XVIII века
- Церковь Святого Иакова
- Здание мэрии
- Музей истории и искусств

## География
Лизьё расположен в месте слияния реки Тук и множества её притоков: рек Орбике (Orbiquet), Сирьё (Cirieux) и Гренден (Graindain).
Город окружён типичными для Нормандии сельхозугодьями, в которых сочетается животноводство (преимущественно молочные фермы) и культивирование яблонь, из которых делают яблочный сидр, кальвадос и алкогольный напиток поммо.

## Климат
В Лизьё умеренный океанический влажный климат. В следующей таблице дана сравнительная характеристика погодных условий.
| Город     | Солнечных дней | Осадки     | Снег      | Грозы     | Туманы    |
| Париж     | 1 797 ч/год    | 642 мм/год | 15 дн/год | 19 дн/год | 13 дн/год |
| Ницца     | 2 694 ч/год    | 767 мм/год | 1 дн/год  | 31 дн/год | 1 дн/год  |
| Страсбург | 1 637 ч/год    | 610 м/год  | 30 дн/год | 29 дн/год | 65 дн/год |
| Лизьё     | 1 764 ч/год    | 711 мм/год | 14 дн/год | 17 дн/год | 54 дн/год |
| среднее   | 1 973 ч/год    | 770 мм/год | 14 дн/год | 22 дн/год | 40 дн/год |
| --------- | -------------- | ---------- | --------- | --------- | --------- |

Таблица ниже показывает температуры и осадки на 2007 год (данные предоставлены метеоцентром Caen-Carpiquet:
| Месяц                                 | Ян   | Фев  | Мар  | Апр  | Май  | Июнь | Июль | Авг  | Сен  | Окт  | Ноя  | Дек |
| Средняя максимальная температура (°C) | 10.1 | 11.1 | 11.8 | 17   | 17.3 | 20.1 | 21.3 | 21   | 19.3 | 15.3 | 11.5 | 7.9 |
| Средняя минимальная температура (°C)  | 4.7  | 5.5  | 3.5  | 6.3  | 9.4  | 11.5 | 12.9 | 12.6 | 10.3 | 7.3  | 5.2  | 1.9 |
| Усреднённая температура (°C)          | 7.4  | 8.3  | 7.6  | 11.6 | 13.3 | 15.8 | 17.1 | 16.8 | 14.8 | 11.3 | 8.3  | 4.9 |
| Осадки (в среднем, мм)                | 45   | 83   | 90   | 23   | 91   | 83   | 135  | 49   | 56   | 39   | 44   | 81  |
| ------------------------------------- | ---- | ---- | ---- | ---- | ---- | ---- | ---- | ---- | ---- | ---- | ---- | --- |

Таблица ниже показывает зафиксированные минимум и максимум температуры:
| Месяцы              | Янв   | Фев   | Мар  | Апр  | М    | Июнь | Июль | Авг  | Сен  | Окт  | Ноя  | Дек  |
| Макс. темп. (°C)    | 16.1  | 20.8  | 24.4 | 26.4 | 30.4 | 34.1 | 36.6 | 38.9 | 33.5 | 27.6 | 19.9 | 17.2 |
| Годы с макс. темп.  | 1993  | 1960  | 1946 | 1984 | 1953 | 2001 | 1952 | 2003 | 1961 | 1985 | 1982 | 1989 |
| Мин. темп.(°C)      | -19.6 | -16.5 | -7.4 | -5.7 | -0.8 | 1    | 4.7  | 4    | 1.8  | -3.7 | -6.8 | -11  |
| Годы с миним. темп. | 1985  | 1956  | 1965 | 1978 | 1955 | 1962 | 1962 | 1974 | 1948 | 1997 | 1989 | 1948 |
| ------------------- | ----- | ----- | ---- | ---- | ---- | ---- | ---- | ---- | ---- | ---- | ---- | ---- |

## Экономика
На территории города работает фармацевтическая фабрика компании Sanofi.
Структура занятости населения:
- сельское хозяйство — 0,6 %
- промышленность — 12,9 %
- строительство — 3,4 %
- торговля, транспорт и сфера услуг — 46,8 %
- государственные и муниципальные службы — 36,3 %

Уровень безработицы (2017) — 22,0 % (Франция в целом —  13,4 %, департамент Кальвадос — 12,5 %). 

Среднегодовой доход на 1 человека, евро (2018) — 17 980 (Франция в целом — 21 730, департамент Кальвадос — 21 490).

## Демография
Динамика численности населения, чел.

## Администрация
Пост мэра Лизьё с 2020 года занимает член партии Республиканцы Себастьен Леклерк (Sébastien Leclerc), член Совета департамента Кальвадос от кантона Лизьё. На муниципальных выборах 2020 года возглавляемый им независимый список победил в 1-м туре, получив 44,02 % голосов (из трех списков).
| Период | Период | Фамилия           | Партия | Примечания |
| ------ | ------ | ----------------- | --- | --- |
| 1953   | 1977   | Робер Биссон      | Объединение французского народа Союз демократов в поддержку республики Объединение в поддержку Республики | фармацевт, член Генерального совета департамента, депутат Национального собрания Франции                                 |
| 1977   | 1989   | Андре-Эжен Боже   | | фармацевт |
| 1989   | 2001   | Иветт Руди        | Социалистическая партия                                                                                   | журналист, депутат Национального собрания Франции, депутат Европейского парламента, министр по правам женщин (1981-1986) |
| 2001   | 2020   | Бернар Обриль     | Союз за народное движение Разные правые                                                                   | директор школы, член Генерального совета и Совета департамента                                                           |
| 2020   |        | Себастьен Леклерк | Республиканцы                                                                                             | бывший мэр Ливаро, член Генерального совета и Совета департамента, депутат Национального собрания Франции                |

## Города-побратимы
- Тонтон, Великобритания
- Мольяно-Венето, Италия
- Сен-Жорж, Канада

## Знаменитые уроженцы и жители
- Мишель Мань (1930—1984), композитор, автор музыки к кинофильмам «Анжелика» и «Фантомас»
- Лансеро, Эдуард (1819—1895), учёный-востоковед, индолог, санскритолог, лингвист.
- Жак Каладжян (1925—2005), французско-армянский карикатурист.
- Жан-Рене Ладмираль (род. 1942) – французский философ, переводчик философской литературы, переводовед.

## Галерея

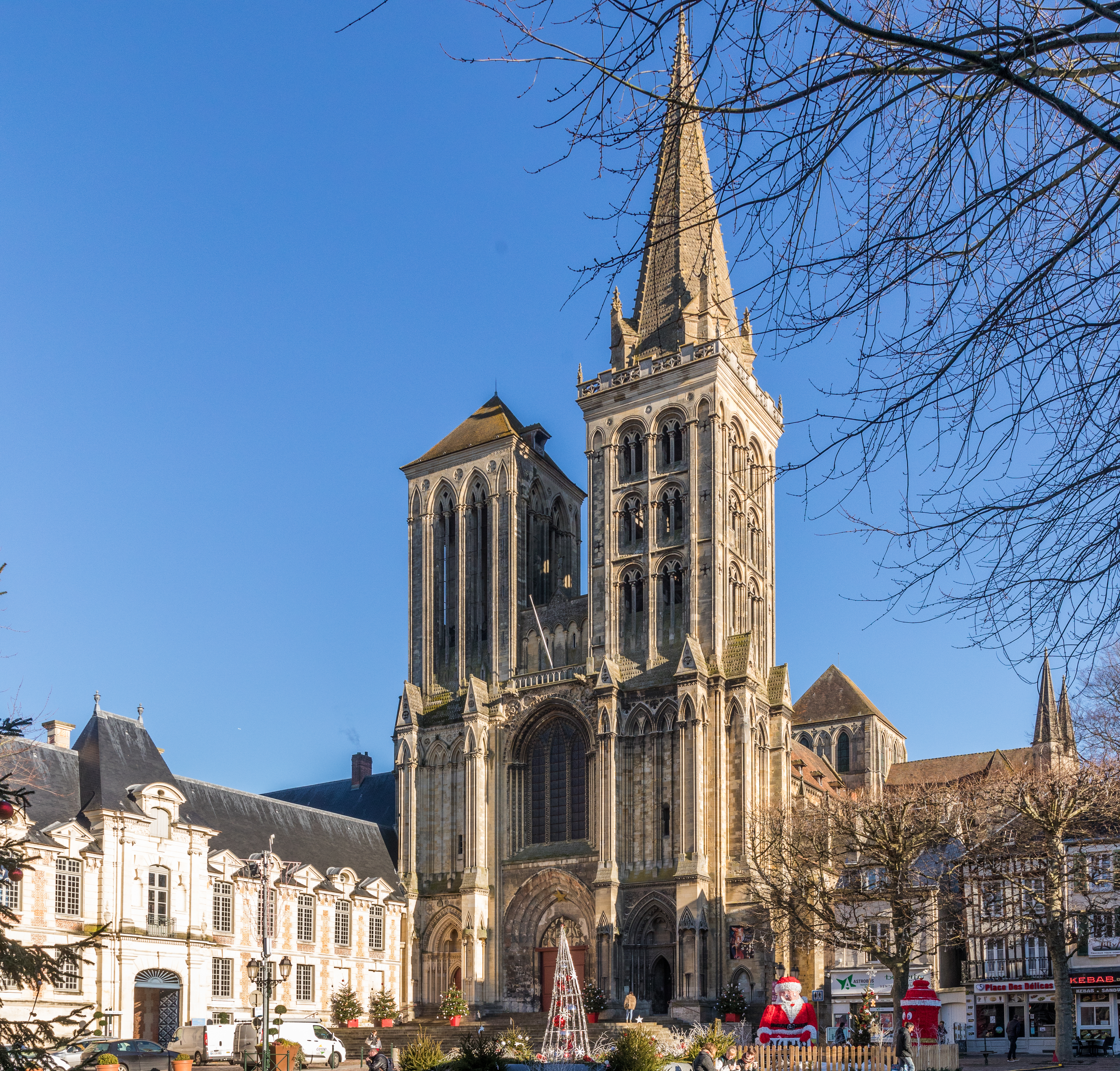
Кафедральный собор Святого Петра
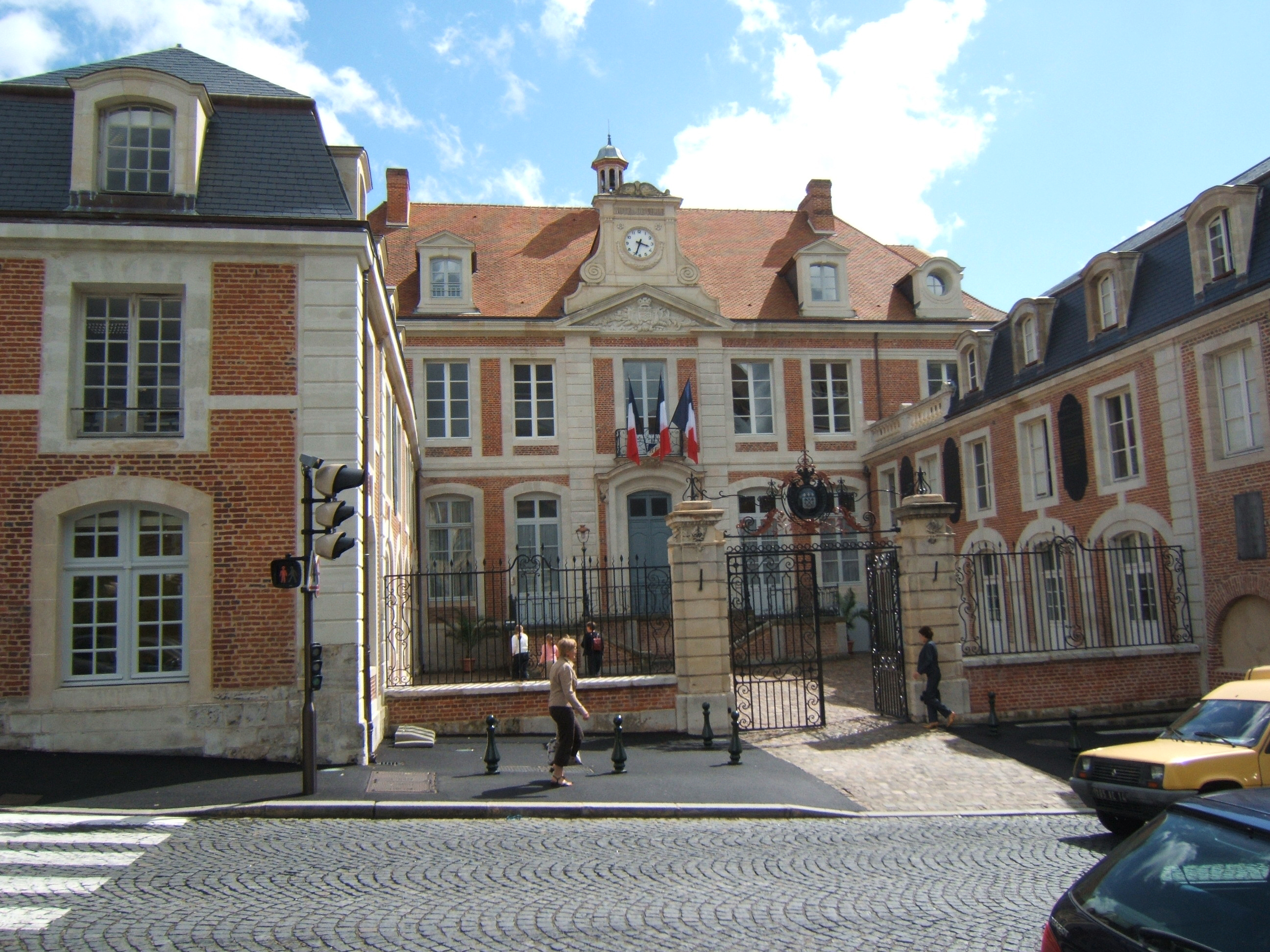
Здание мэрии
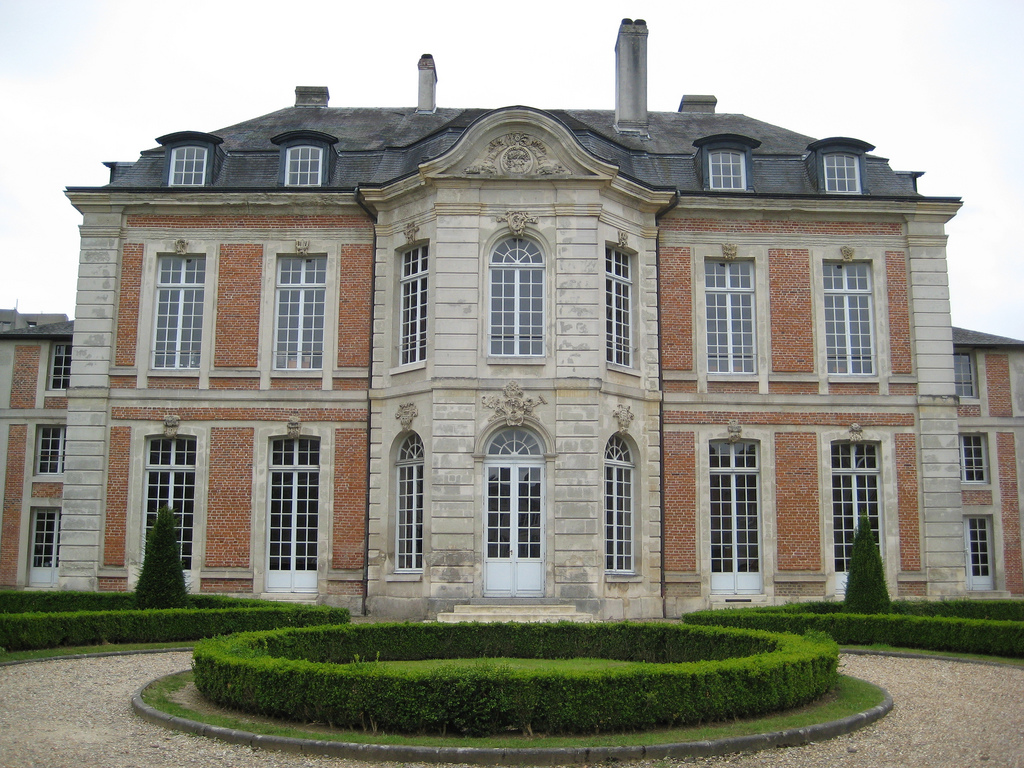
Особняк О-Дуаен
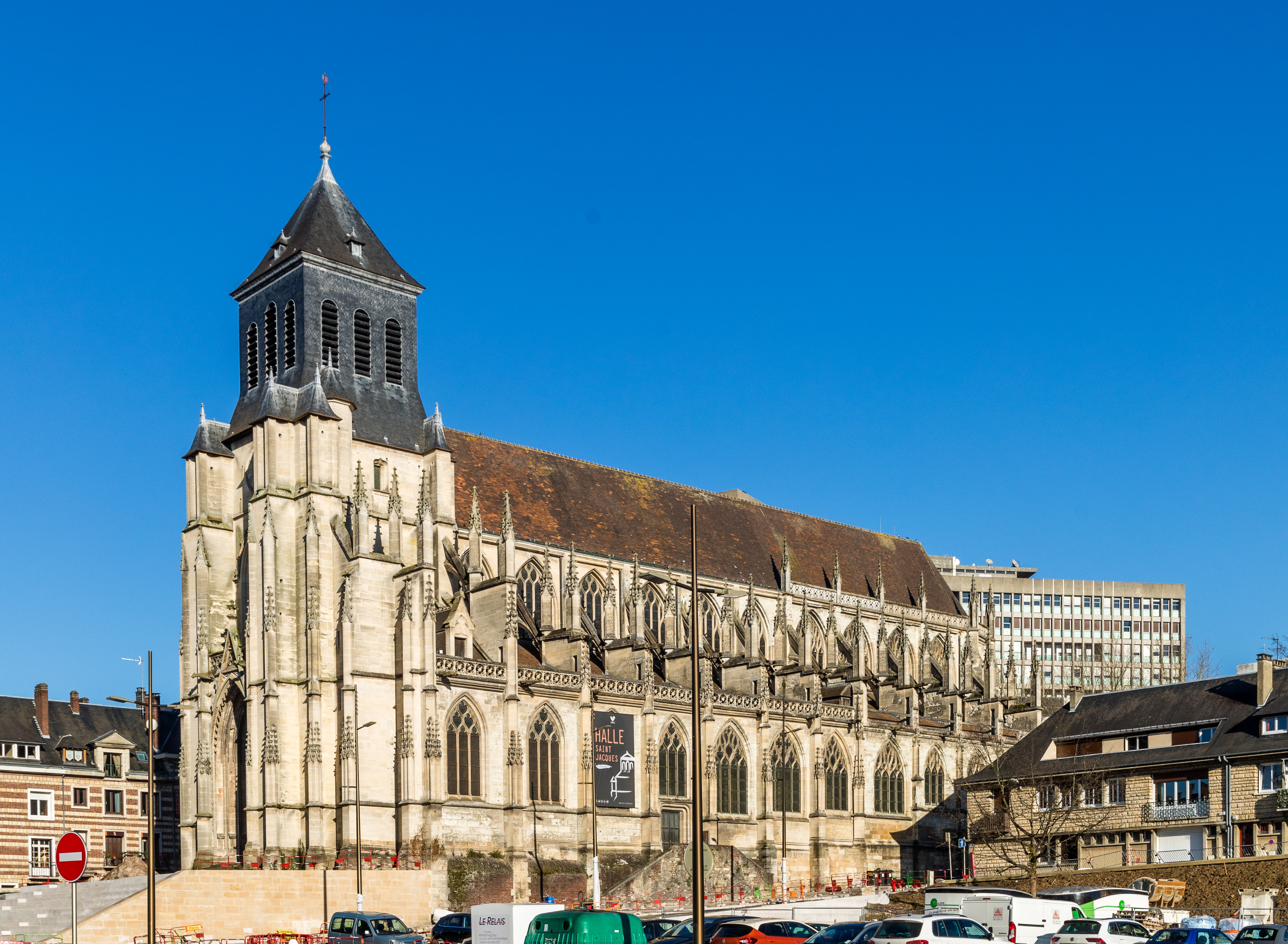
Церковь Святого Иакова